# Mercedes-Benz Actros

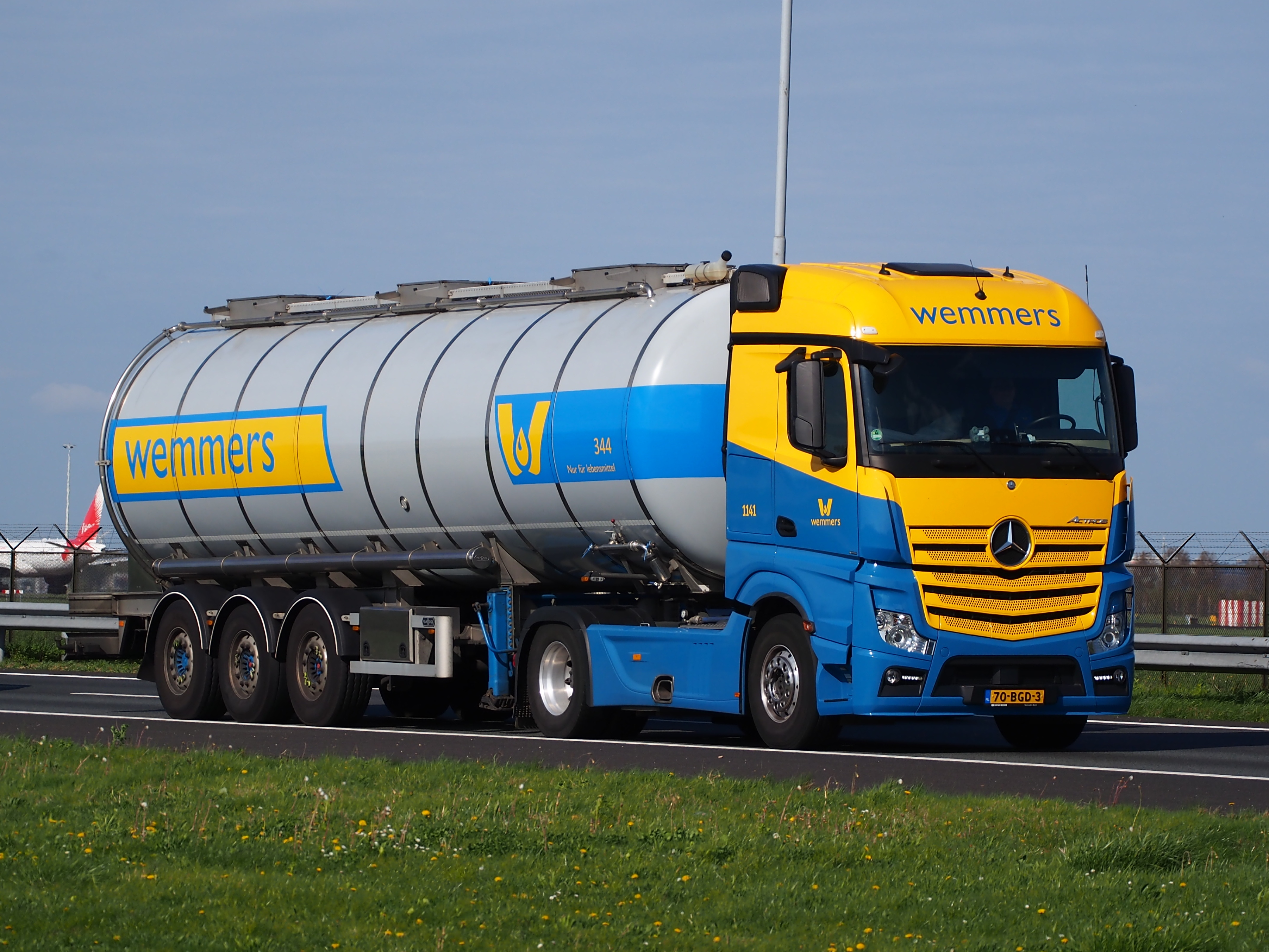
Il Mercedes Actros della seconda generazione

Actros è il nome commerciale che contraddistingue la gamma di autocarri pesanti con masse totali da 18 a 44 t (quest'ultima in configurazione autoarticolato o autotreno) della Mercedes-Benz presentata per la prima volta nel 1997.
Il termine Actros non ha alcuna origine tecnica in quanto frutto di fantasia.
Nel 1997, nel 2004, nel 2009, nel 2012 e nel 2020 ha vinto il premio International Truck of the Year.

## Il contesto
Il progetto si è contraddistinto fin dal suo esordio per gli elevati contenuti tecnici orientato al raggiungimento dei massimi livelli di sicurezza, affidabilità ed economia di esercizio.
La principale caratteristica consisteva nella presenza di una vera rete informatica, il Can-Bus, atta a convogliare in una centralina di controllo i segnali provenienti da numerosi sensori e centraline secondarie che, misurando continuamente ed in tempo reale i parametri di esercizio di tutti gli organi del veicolo, le condizioni di marcia e lo stato dei componenti soggetti ad usura, consentiva la segnalazione e memorizzazione di eventuali guasti nonché la programmazione della manutenzione ordinaria sulla base delle condizioni reali di impiego anziché ad intervalli prefissati.
La gestione elettronica del veicolo ha consentito l'introduzione di numerosi sistemi di gestione e di sicurezza denominati “Telligent”, alcuni di questi presenti fin dall'inizio ed altri introdotti negli anni man mano che il loro sviluppo tecnico giungeva a maturazione e che il mercato li richiedeva accettandone il costo a fronte di maggior comfort e sicurezza di marcia.
I principali dispositivi “Telligent” attualmente ottenibili sull'Actros sono:
- Dispositivo di misurazione del peso sugli assi – la massa che grava sui singoli assali viene indicata nel display della strumentazione per segnalare al conducente il peso complessivo dell'autocarro.
- Rallentatore Idraulico Voith (consente di utilizzare i freni di servizio solo in situazioni estreme o per la fase finale della frenata evitandone usura e perdita di efficienza per surriscaldamento)
- Sensore di prossimità: permette di preimpostare la distanza dal veicolo che precede e che viene mantenuta automaticamente tramite una centralina che agisce sull'acceleratore e sul sistema frenante (compreso il rallentatore Voith)
- Active Brake Assist – integrato al sensore di prossimità porta al completo arresto del veicolo senza l'intervento dell'autista e fa ripartire automaticamente il mezzo se l'ostacolo che ne ha provocato l'arresto si allontana. La frenata automatica non è parziale ma totale (100% della forza frenante)
- Telligent Stability Control – agendo separatamente sui singoli punti frenanti sia del trattore che del semirimorchio e sulla potenza del motore aiuta a correggere automaticamente gli errori di guida dovuti a sbandamenti per curve affrontate a velocità eccessiva o con fondo scivoloso.
- Assistente di guida - tramite una telecamera che legge la segnaletica orizzontale l'autista viene avvertito con un segnale acustico del superamento dei limiti della carreggiata consentendo la correzione di traiettoria.
- Fleet Board – sistema di collegamento veicolo-azienda che consente la navigazione satellitare e la localizzazione del veicolo dalla sede tramite web, la trasmissione di messaggi tramite la rete GSM, la fatturazione e gestione dei carichi e scarichi, il monitoraggio dei parametri di marcia da parte della sede (consumi, usure, manutenzioni da programmare ecc..)
- Aria condizionata a motore fermo – consente circa 8 ore di autonomia al sistema di climatizzazione anche a motore fermo tramite un accumulatore di freddo che si carica quando il veicolo è in movimento con condizionatore attivato.
- Sistema Anti Rollio: per le sole motrici agisce sulle sospensioni pneumatiche compensando i sovraccarichi locali dovuti alle sollecitazioni della strada e del carico dando stabilità al veicolo.

La gamma Actros presenta un'ampia varietà di modelli, sia per il trasporto di linea che cantieristico, con motorizzazioni, passi e cabine adatte per ogni genere di trasporto; tutti i modelli sono caratterizzati dalla motorizzazione Euro 4 ottenuta con tecnologia SCR e sono ottenibili sin da ora in Euro 5, Euro 6. Actros viene proposto in  11 varianti di cabina, in due misure di larghezza, cinque linee del tetto (CompactSpace, ClassicSpace, StreamSpace, BigSpace e GigaSpace) e tre versioni di tunnel motore (320 mm, 170 mm, pianale piatto). Il modello di punta della gamma dei veicoli commerciali di linea Mercedes è totalmente personalizzabile e per venire incontro a tutte le esigenze di ogni azienda, viene costruito anche su misura.
Inizio 2018 viene messo su strada un nuovo Actros con motore, completamente elettrico e silenzioso, il nuovo veicolo verrà testato per un anno da autotrasportatori di fiducia della Casa della Stella, nelle due varianti da 18 e 25 ton.

## Motorizzazioni 2007

### Motori V6 (OM 501 LA 3.Serie)
- 235 kW (320 CV) con max. 1650 Nm di coppia motrice
- 265 kW (360 CV) con max. 1850 N·m di coppia
- 300 kW (408 CV) con max. 2000 N·m di coppia
- 320 kW (435 CV) con max. 2100 N·m di coppia
- 335 kW (456 CV) con max. 2200 N·m di coppia
- 350 kW (476 CV) con max. 2400 N·m di coppia

### Motori V8 (OM 502 LA 3.Serie)
- 375 kW (510 CV) con max. 2400 N·m di coppia
- 405 kW (551 CV) con max. 2600 N·m di coppia
- 430 kW (598 CV) con max. 2900 N·m di coppia